# Мексика на летних Олимпийских играх 2016
Мексика на летних Олимпийских играх 2016 года будет представлена как минимум в двадцати четырёх видах спорта.

## Медали
| Серебро |                             |                                                               |            |
| №       | Спортсмены                  | Вид спорта (дисциплина)                                       | Дата       |
| 1       | Мария Гонсалес              | Лёгкая атлетика (спортивная ходьба на 20 километров, женщины) | 19 августа |
| 2       | Херман Санчес               | Прыжки в воду (вышка, 10 метров, мужчины)                     | 20 августа |
| 3       | Мария дель Росарио Эспиноса | Тхэквондо (свыше 67 кг, женщины)                              | 20 августа |
| Бронза  |                             |                                                               |            |
| №       | Спортсмены                  | Вид спорта (дисциплина)                                       | Дата       |
| 1       | Мисаэль Родригес            | Бокс (до 75 кг, мужчины)                                      | 18 августа |
| 2       | Исмаэль Эрнандес            | Современное пятиборье (личное первенство, мужчины)            | 20 августа |

## Состав сборной
Академическая гребля
1. Хуан Карлос Контрерас
2. Кениа Лечуга

 Бадминтон
1. Лино Муньос

 Бокс
1. Хоселито Веласкес
2. Линдольфо Дельгадо
3. Рауль Курьель
4. Мисаэль Родригес
5. Хуан Пабло Ромеро
6. Элиас Эмихдио

 Борьба
Греко-римская борьба
1. Альфонсо Лейва

Велоспорт
 Шоссейный велоспорт
1. Луис Лемус
2. Каролина Родригес

 Трековый велоспорт
1. Игнасио Прадо

 Маунтинбайк
1. Даниэла Кампусано

 Волейбол
1. Томас Агилера
2. Хорхе Барахас
3. Даниэль Варгас
4. Карлос Герра
5. Хорхе Киньонес
6. Самуэль Кордова
7. Хосе Мартинес
8. Нестор Орельяна
9. Хесус Альберто Пералес
10. Педро Ранхель
11. Хесус Ранхель
12. Гонсало Руис

 Гольф
1. Родольфо Касаубон
2. Габи Лопес
3. Алехандра Льянеса

Гребля на байдарках и каноэ
 Гребля на гладкой воде
1. Маркос Пулидо

 Дзюдо
1. Эдна Каррильо
2. Ванесса Самботти

 Конный спорт
1. Бернадетте Пухальс

 Лёгкая атлетика
1. Альберто Альварес
2. Даниэль Варгас
3. Педро Даниэль Гомес
4. Диего дель Реаль
5. Орасио Нава
6. Хосе Лейвер Охеда
7. Эвер Пальма
8. Рикардо Рамос
9. Эдгар Ривера
10. Хулио Сесар Саласар
11. Омар Сепеда
12. Хосе Карлос Эррера
13. Мария Гонсалес
14. Мария Гвадалупе Санчес
15. Алехандра Ортега
16. Мадаи Перес
17. Марисоль Ромеро
18. Ивонне Тревиньо
19. Бренда Флорес
20. Маргарита Эрнандес

 Настольный теннис
1. Маркос Мадрид
2. Ядира Силва

 Парусный спорт
1. Давид Мьер
2. Яник Хентри
3. Демита Вега

 Плавание
1. Рикардо Варгас
2. Лонг Гутьеррес
3. Лилиана Ибаньес

 Пляжный волейбол
1. Хуан Вирхен
2. Ломбардо Онтиверос

 Прыжки в воду
1. Иван Гарсия
2. Родриго Диего Лопес
3. Хахир Окампо
4. Роммель Пачеко
5. Херман Санчес
6. Алехандра Ороско
7. Долорес Эрнандес
8. Мелани Эрнандес
9. Паола Эспиноса

 Синхронное плавание
1. Нуриа Диосдадо
2. Карем Ачач

 Современное пятиборье
1. Исмаэль Эрнандес
2. Тамара Вега

 Спортивная гимнастика
1. Даниэль Корраль
2. Алекса Морено

 Стрельба
1. Алехандра Савала
2. Горетти Сумая

 Стрельба из лука
1. Эрнесто Бордман
2. Габриэла Баярдо
3. Алехандра Валенсия
4. Аида Роман

 Теннис
1. Сантьяго Гонсалес
2. Мигель Анхель Рейес-Варела

 Триатлон
1. Родриго Гонсалес
2. Крисанто Грахалес
3. Ирвинг Перес
4. Сесилия Перес
5. Клаудия Ривас

 Тхэквондо
1. Сауль Гутьеррес
2. Карлос Наварро
3. Ицель Маньяррес
4. Мария Эспиноса

 Тяжёлая атлетика
1. Квота 1
2. Эва Гуррола
3. Квота 3
4. Квота 4

 Фехтование
- Хулиан Айала
- Даниэль Гомес
- Натали Мичел
- Алехандра Теран
- Квота 4
- Квота 5
- Квота 6

 Футбол
- Квота 1
- Квота 2
- Квота 3
- Квота 4
- Квота 5
- Квота 6
- Квота 7
- Квота 8
- Квота 9
- Квота 10
- Квота 11
- Квота 12
- Квота 13
- Квота 14
- Квота 15
- Квота 16
- Квота 17
- Квота 18

## Результаты соревнований

### Академическая гребля
В следующий раунд из каждого заезда проходят несколько лучших экипажей (в зависимости от дисциплины). В отборочный заезд попадают спортсмены, выбывшие в предварительном раунде. В финал A выходят 6 сильнейших экипажей, остальные разыгрывают места в утешительных финалах B-F.
Мужчины
| Соревнование | Спортсмены            | Предварительный заезд | Предварительный заезд | Предварительный заезд | Отборочный заезд | Отборочный заезд | Отборочный заезд | Четвертьфинал | Четвертьфинал | Четвертьфинал | Полуфинал     | Полуфинал     | Полуфинал     | Финал   | Финал   | Итоговое место |
| Соревнование | Спортсмены            | Заезд                 | Время                 | Место                 | Заезд            | Время            | Место            | Заезд         | Время         | Место         | Заезд         | Время         | Место         | Время   | Место   | Итоговое место |
| ------------ | --------------------- | --------------------- | --------------------- | --------------------- | ---------------- | ---------------- | ---------------- | ------------- | ------------- | ------------- | ------------- | ------------- | ------------- | ------- | ------- | -------------- |
| одиночки     | Хуан Карлос Контрерас | 1                     | 7:08,27               | 2 Q                   | не участвовал    | не участвовал    | не участвовал    | 3             | 6:50,04       | 2 Q           | Полуфинал A/B | Полуфинал A/B | Полуфинал A/B | Финал B | Финал B | 8              |
| одиночки     | Хуан Карлос Контрерас | 1                     | 7:08,27               | 2 Q                   | не участвовал    | не участвовал    | не участвовал    | 3             | 6:50,04       | 2 Q           | 1             | 7:03,68       | 4 QB          | 6:50,02 | 2       | 8              |

Женщины
| Соревнование | Спортсмены   | Предварительный заезд | Предварительный заезд | Предварительный заезд | Отборочный заезд | Отборочный заезд | Отборочный заезд | Четвертьфинал | Четвертьфинал | Четвертьфинал | Полуфинал     | Полуфинал     | Полуфинал     | Финал | Финал | Итоговое место |
| Соревнование | Спортсмены   | Заезд                 | Время                 | Место                 | Заезд            | Время            | Место            | Заезд         | Время         | Место         | Заезд         | Время         | Место         | Время | Место | Итоговое место |
| ------------ | ------------ | --------------------- | --------------------- | --------------------- | ---------------- | ---------------- | ---------------- | ------------- | ------------- | ------------- | ------------- | ------------- | ------------- | ----- | ----- | -------------- |
| одиночки     | Кениа Лечуга | 1                     | 8:11,44               | 1 Q                   | не участвовала   | не участвовала   | не участвовала   | 1             | 7:44,11       | 3 Q           | Полуфинал A/B | Полуфинал A/B | Полуфинал A/B | Финал | Финал |                |
| одиночки     | Кениа Лечуга | 1                     | 8:11,44               | 1 Q                   | не участвовала   | не участвовала   | не участвовала   | 1             | 7:44,11       | 3 Q           |               |               |               |       |       |                |

### Бадминтон
Одиночный разряд
| Соревнование | Спортсмены  | Групповой этап               | Групповой этап                  | Групповой этап | 1/8 финала           | 1/4 финала           | 1/2 финала           | Финал                | Итоговое место |
| Соревнование | Спортсмены  | 1 матч                       | 2 матч                          | Место          | 1/8 финала           | 1/4 финала           | 1/2 финала           | Финал                | Итоговое место |
| ------------ | ----------- | ---------------------------- | ------------------------------- | -------------- | -------------------- | -------------------- | -------------------- | -------------------- | -------------- |
| мужчины      | Лино Муньос | Группа H                     | Группа H                        | Группа H       | Завершил выступление | Завершил выступление | Завершил выступление | Завершил выступление |                |
| мужчины      | Лино Муньос | CHNШ. Кидамби П 11:21, 17:21 | SWEХ. Хурскайнен П 12:21, 11:21 | 3              | Завершил выступление | Завершил выступление | Завершил выступление | Завершил выступление |                |

### Бокс
Квоты, завоёванные спортсменами являются именными. Если от одной страны путёвки на Игры завоюют два и более спортсмена, то право выбора боксёра предоставляется национальному Олимпийскому комитету. Соревнования по боксу проходят по системе плей-офф. Для победы в олимпийском турнире боксёру необходимо одержать либо четыре, либо пять побед в зависимости от жеребьёвки соревнований. Оба спортсмена, проигравшие в полуфинальных поединках, становятся обладателями бронзовых наград.
Мужчины
| Категория | Спортсмены         | Первый раунд            | Второй раунд             | Четвертьфинал        | Полуфинал            | Финал                | Место                |
| Категория | Спортсмены         | Соперник Результат      | Соперник Результат       | Соперник Результат   | Соперник Результат   | Соперник Результат   | Место                |
| --------- | ------------------ | ----------------------- | ------------------------ | -------------------- | -------------------- | -------------------- | -------------------- |
| до 49 кг  | Хоселито Веласкес  | ARGЛ. Бланк В 3:0       | UZBХ. Дусматов (3) П 0:3 | завершил выступление | завершил выступление | завершил выступление | завершил выступление |
| до 52 кг  | Элиас Эмихдио      |                         |                          |                      |                      |                      |                      |
| до 60 кг  | Линдольфо Дельгадо | ITAК. Томмазоне П 0:3   | завершил выступление     | завершил выступление | завершил выступление | завершил выступление | завершил выступление |
| до 64 кг  | Рауль Курьель (8)  | CHNХу Цяньсюнь П w/o    | завершил выступление     | завершил выступление | завершил выступление | завершил выступление | завершил выступление |
| до 69 кг  | Хуан Пабло Ромеро  | ITAВ. Манджакарпе П 1:2 | завершил выступление     | завершил выступление | завершил выступление | завершил выступление | завершил выступление |
| до 75 кг  | Мисаэль Родригес   | IRQВ. Абдул-Рида В 3:0  | IRLМ. О’Райли (3) :      |                      |                      |                      |                      |

### Борьба
В соревнованиях по борьбе, как и на предыдущих трёх Играх, будет разыгрываться 18 комплектов наград. По 6 у мужчин в вольной и греко-римской борьбе и 6 у женщин в вольной борьбе. Турнир пройдёт по олимпийской системе с выбыванием. В утешительный раунд попадают участники, проигравшие в своих поединках будущим финалистам соревнований. Каждый поединок состоит из двух раундов по 3 минуты, победителем становится спортсмен, набравший большее количество технических очков. По окончании схватки, в зависимости от результатов спортсменам начисляются классификационные очки.
Мужчины
Греко-римская борьба
| Категория | Спортсмены     | Первый раунд       | 1/8 финала         | Четвертьфинал      | Полуфинал          | Финал              | Место |
| Категория | Спортсмены     | Соперник Результат | Соперник Результат | Соперник Результат | Соперник Результат | Соперник Результат | Место |
| --------- | -------------- | ------------------ | ------------------ | ------------------ | ------------------ | ------------------ | ----- |
| до 85 кг  | Альфонсо Лейва |                    |                    |                    |                    |                    |       |

### Велоспорт

#### Шоссейный велоспорт
Мужчины
| Соревнование    | Спортсмены | Время | Место | Отставание |
| --------------- | ---------- | ----- | ----- | ---------- |
| групповая гонка | Луис Лемус | DNF   | DNF   | DNF        |

Женщины
| Соревнование    | Спортсмены        | Время | Место | Отставание |
| --------------- | ----------------- | ----- | ----- | ---------- |
| групповая гонка | Каролина Родригес | DNF   | DNF   | DNF        |

#### Трековый велоспорт
Омниум
| Соревнование | Спортсмены    | Круг с хода | Круг с хода | Гонка по очкам | Гонка по очкам | Гонка с выбыванием | Гонка преследования | Гонка преследования | Скретч | Гит с места | Гит с места | Сумма очков | Итоговое место |
| Соревнование | Спортсмены    | Время       | Место       | Очки           | Место          | Место              | Время               | Место               | Место  | Время       | Место       | Сумма очков | Итоговое место |
| ------------ | ------------- | ----------- | ----------- | -------------- | -------------- | ------------------ | ------------------- | ------------------- | ------ | ----------- | ----------- | ----------- | -------------- |
| мужчины      | Игнасио Прадо |             |             |                |                |                    |                     |                     |        |             |             |             |                |

#### Маунтинбайк
Женщины
| Соревнование | Спортсмены        | Время | Место | Отставание |
| ------------ | ----------------- | ----- | ----- | ---------- |
| кросс-кантри | Даниэла Кампусано |       |       |            |

### Водные виды спорта

#### Плавание
В следующий раунд на каждой дистанции проходят спортсмены, показавшие лучший результат, независимо от места, занятого в своём заплыве.
Мужчины
| Дистанция                  | Спортсмены     | Предварительный раунд | Предварительный раунд | Предварительный раунд | Полуфинал            | Полуфинал            | Полуфинал            | Финал                | Финал |
| Дистанция                  | Спортсмены     | Заплыв                | Результат             | Место                 | Заплыв               | Результат            | Место                | Результат            | Место |
| -------------------------- | -------------- | --------------------- | --------------------- | --------------------- | -------------------- | -------------------- | -------------------- | -------------------- | ----- |
| 1500 метров вольным стилем | Рикардо Варгас | 2                     | 15:11,53              | 25                    | Не проводится        | Не проводится        | Не проводится        | Завершил выступление |       |
| 100 метров баттерфляем     | Лонг Гутьеррес | 3                     | 53,34                 | 32                    | Завершил выступление | Завершил выступление | Завершил выступление | Завершил выступление |       |

Женщины
| Дистанция                | Спортсмены      | Предварительный раунд | Предварительный раунд | Предварительный раунд | Полуфинал             | Полуфинал             | Полуфинал             | Финал                 | Финал |
| Дистанция                | Спортсмены      | Заплыв                | Результат             | Место                 | Заплыв                | Результат             | Место                 | Результат             | Место |
| ------------------------ | --------------- | --------------------- | --------------------- | --------------------- | --------------------- | --------------------- | --------------------- | --------------------- | ----- |
| 50 метров вольным стилем | Лилиана Ибаньес | 7                     | 25,25                 | 28                    | Завершила выступление | Завершила выступление | Завершила выступление | Завершила выступление |       |

#### Прыжки в воду
Мужчины
В индивидуальных прыжках с десятиметровой вышки Мексику представляли серебряные призёры Игр 2012 года в синхронных прыжках Херман Санчес и Иван Гарсия. Оба спортсмена успешно преодолели два квалификационных раунда, причём по итогам полуфинального раунда Гарсия стал 3-м. В решающем раунде Санчес смог на высоком уровне выполнить все прыжки, благодаря чему стал обладателем серебряной награды, уступив лишь китайцу Чэнь Айсэню.
| Соревнование                 | Спортсмены                  | Предварительный раунд | Предварительный раунд | Полуфинал     | Полуфинал     | Финал     | Финал |
| Соревнование                 | Спортсмены                  | Результат             | Место                 | Результат     | Место         | Результат | Место |
| ---------------------------- | --------------------------- | --------------------- | --------------------- | ------------- | ------------- | --------- | ----- |
| трамплин, 3 метра            | Роммель Пачеко              |                       |                       |               |               |           |       |
| трамплин, 3 метра            | Родриго Диего Лопес         |                       |                       |               |               |           |       |
| вышка, 10 метров             | Херман Санчес               | 430,05                | 12 Q                  | 462,05        | 9 Q           | 532,70    | 2     |
| вышка, 10 метров             | Иван Гарсия                 |                       |                       |               |               |           |       |
| синхронный трамплин, 3 метра | Роммель Пачеко Хахир Окампо | не проводится         | не проводится         | не проводится | не проводится | 405,30    | 5     |
| синхронная вышка, 10 метров  | Иван Гарсия Херман Санчес   | не проводится         | не проводится         | не проводится | не проводится | 423,30    | 5     |

Женщины
| Соревнование                | Спортсмены                      | Предварительный раунд | Предварительный раунд | Полуфинал             | Полуфинал             | Финал                 | Финал                 |
| Соревнование                | Спортсмены                      | Результат             | Место                 | Результат             | Место                 | Результат             | Место                 |
| --------------------------- | ------------------------------- | --------------------- | --------------------- | --------------------- | --------------------- | --------------------- | --------------------- |
| трамплин, 3 метра           | Долорес Эрнандес                | 295,20                | 18 Q                  | 293,05                | 16                    | завершила выступление | завершила выступление |
| трамплин, 3 метра           | Мелани Эрнандес                 | 279,45                | 22                    | завершила выступление | завершила выступление | завершила выступление | завершила выступление |
| вышка, 10 метров            | Паола Эспиноса                  |                       |                       |                       |                       |                       |                       |
| вышка, 10 метров            | Алехандра Ороско                |                       |                       |                       |                       |                       |                       |
| синхронная вышка, 10 метров | Паола Эспиноса Алехандра Ороско | не проводится         | не проводится         | не проводится         | не проводится         | 304,08                | 6                     |

#### Синхронное плавание
По итогам квалификационного раунда в соревнованиях дуэтов в финал проходят 12 сильнейших сборных. В финале синхронистки исполняют только произвольную программу. Итоговая сумма складывается из результатов финальной произвольной программы и баллов, полученных дуэтами за техническую программу, исполненную в квалификационном раунде.
| Соревнование | Спортсмены                | Квалификация          | Квалификация          | Квалификация           | Квалификация           | Квалификация | Квалификация | Финал                  | Финал                  | Итоговый результат | Итоговый результат |
| Соревнование | Спортсмены                | Техническая программа | Техническая программа | Произвольная программа | Произвольная программа | Всего        | Всего        | Произвольная программа | Произвольная программа | Итоговый результат | Итоговый результат |
| Соревнование | Спортсмены                | Баллы                 | Место                 | Баллы                  | Место                  | Баллы        | Место        | Баллы                  | Место                  | Баллы              | Место              |
| ------------ | ------------------------- | --------------------- | --------------------- | ---------------------- | ---------------------- | ------------ | ------------ | ---------------------- | ---------------------- | ------------------ | ------------------ |
| дуэты        | Нуриа Диосдадо Карем Ачач | 84,9268               | 12                    | 85,7333                | 11                     | 170,6601     | 11           | 84,9268                | 86,0667                | 170,9935           | 11                 |

### Волейбол

#### Волейбол

##### Мужчины
Мужская сборная Мексики квалифицировалась на Игры, заняв первое место по итогам интерконтинентального квалификационного турнира.
Состав команды
Результаты
Групповой этап (Группа A)
|             | Матчи | Матчи | Очки | Сеты | Сеты | Сеты  | Мячи | Мячи | Мячи  |
| В           | П     | В     | Очки | П    | В:П  | В     | П    | В:П  |       |
| ----------- | ----- | ----- | ---- | ---- | ---- | ----- | ---- | ---- | ----- |
| 1. Италия   | 4     | 1     | 12   | 13   | 5    | 2,600 | 432  | 375  | 1,152 |
| 2. Канада   | 3     | 2     | 9    | 10   | 7    | 1,429 | 378  | 378  | 1,000 |
| 3. США      | 3     | 2     | 9    | 10   | 8    | 1,250 | 419  | 405  | 1,035 |
| 4. Бразилия | 3     | 2     | 9    | 11   | 9    | 1,222 | 467  | 442  | 1,057 |
| 5. Франция  | 2     | 3     | 6    | 8    | 9    | 0,889 | 386  | 367  | 1,052 |
| 6. Мексика  | 0     | 5     | 0    | 1    | 15   | 0,067 | 283  | 398  | 0,711 |

| 7 августа 2016 11:35 UTC-3 |

| Бразилия                                | 3:1  | Мексика           |
| (23:15, 25:19, 25:14, 25:18) Статистика |      |                   |
| Уоллес 18                               | Очки | 15 Даниэль Варгас |

| Мараканазинью, Рио-де-Жанейро Зрителей: 8686 Судьи: Наср Шаабан Артуро ди Джакомо |

| 9 августа 2016 11:55 UTC-3 |

| Франция                          | 3:0  | Мексика          |
| (25:18, 25:12, 25:22) Статистика |      |                  |
| Антонен Рузье, Эрвин Нгапет 13   | Очки | 11 Хорхе Барахас |

| Мараканазинью, Рио-де-Жанейро Зрителей: 6625 Судьи: Лю Цзян, Тауфик Будая |

#### Пляжный волейбол
Мужчины
| Соревнование | Спортсмены                     | Групповой этап                                | Групповой этап                             | Групповой этап              | Групповой этап | 1/8 финала     | Четвертьфинал  | Полуфинал      | Финал          | Место |
| Соревнование | Спортсмены                     | Соперники Счёт                                | Соперники Счёт                             | Соперники Счёт              | Место          | Соперники Счёт | Соперники Счёт | Соперники Счёт | Соперники Счёт | Место |
| ------------ | ------------------------------ | --------------------------------------------- | ------------------------------------------ | --------------------------- | -------------- | -------------- | -------------- | -------------- | -------------- | ----- |
| мужчины      | Ломбардо Онтиверос Хуан Вирхен | Группа C                                      | Группа C                                   | Группа C                    | Группа C       |                |                |                |                |       |
| мужчины      | Ломбардо Онтиверос Хуан Вирхен | ITAД. Лупо / П. Николаи В 14:21, 21:14, 15:11 | USAФ. Дэлхоссер / Н. Лусена П 14:21, 17:21 | TUNМ. Насёр / Х. Бельхадж : |                |                |                |                |                |       |

### Гимнастика

#### Спортивная гимнастика
В квалификационном раунде проходил отбор, как в финал командного многоборья, так и в финалы личных дисциплин. В финал индивидуального многоборья отбиралось 24 спортсмена с наивысшими результатами, а в финалы отдельных упражнений по 8 спортсменов, причём в финале личных дисциплин страна не могла быть представлена более, чем 2 спортсменами. В командном многоборье в квалификации на каждом снаряде выступали по 4 спортсмена, а в зачёт шли три лучших результата. В финале командных соревнований на каждом снаряде выступало по три спортсмена и все три результата шли в зачёт.
Мужчины
Индивидуальные упражнения
| Соревнование        | Спортсмены      | Квалификация | Квалификация | Финал                | Финал                |
| Соревнование        | Спортсмены      | Очки         | Место        | Очки                 | Место                |
| ------------------- | --------------- | ------------ | ------------ | -------------------- | -------------------- |
| конь                | Даниэль Корраль | 13,833       | 47           | завершил выступление | завершил выступление |
| параллельные брусья | Даниэль Корраль | 15,000       | 25           | завершил выступление | завершил выступление |

Женщины
Многоборья
| Соревнование      | Спортсмены    | Квалификация   | Квалификация        | Квалификация | Квалификация       | Квалификация | Квалификация | Финал                 | Финал                 | Финал                 | Финал                 | Финал                 | Финал                 |
| Соревнование      | Спортсмены    | Опорный прыжок | Разновысокие брусья | Бревно       | Вольные упражнения | Всего        | Место        | Опорный прыжок        | Разновысокие брусья   | Бревно                | Вольные упражнения    | Всего                 | Место                 |
| ----------------- | ------------- | -------------- | ------------------- | ------------ | ------------------ | ------------ | ------------ | --------------------- | --------------------- | --------------------- | --------------------- | --------------------- | --------------------- |
| личное многоборье | Алекса Морено | 14,400         | 13,333              | 13,300       | 13,833             | 54,866       | 31           | завершила выступление | завершила выступление | завершила выступление | завершила выступление | завершила выступление | завершила выступление |

Индивидуальные упражнения
| Соревнование        | Спортсмены    | Квалификация | Квалификация | Финал                 | Финал                 |
| Соревнование        | Спортсмены    | Очки         | Место        | Очки                  | Место                 |
| ------------------- | ------------- | ------------ | ------------ | --------------------- | --------------------- |
| опорный прыжок      | Алекса Морено | 14,633       | 12           | завершила выступление | завершила выступление |
| разновысокие брусья | Алекса Морено | 13,333       | 59           | завершила выступление | завершила выступление |
| бревно              | Алекса Морено | 13,300       | 51           | завершила выступление | завершила выступление |
| вольные упражнения  | Алекса Морено | 13,833       | 28           | завершила выступление | завершила выступление |

### Гольф
Последний раз соревнования по гольфу в рамках Олимпийских игр проходили в 1904 году. Соревнования гольфистов пройдут на 18-луночном поле, со счётом 72 пар. Каждый участник пройдёт все 18 лунок по 4 раза.
Мужчины
| Соревнование | Спортсмены        | Первый раунд | Первый раунд | Второй раунд | Второй раунд | Третий раунд | Третий раунд | Четвёртый раунд | Четвёртый раунд | Итоговый результат | Итоговое место |
| Соревнование | Спортсмены        | Очки         | Место        | Очки         | Место        | Очки         | Место        | Очки            | Место           | Итоговый результат | Итоговое место |
| ------------ | ----------------- | ------------ | ------------ | ------------ | ------------ | ------------ | ------------ | --------------- | --------------- | ------------------ | -------------- |
| мужчины      | Родольфо Касаубон |              |              |              |              |              |              |                 |                 |                    |                |

Женщины
| Соревнование | Спортсмены        | Первый раунд | Первый раунд | Второй раунд | Второй раунд | Третий раунд | Третий раунд | Четвёртый раунд | Четвёртый раунд | Итоговый результат | Итоговое место |
| Соревнование | Спортсмены        | Очки         | Место        | Очки         | Место        | Очки         | Место        | Очки            | Место           | Итоговый результат | Итоговое место |
| ------------ | ----------------- | ------------ | ------------ | ------------ | ------------ | ------------ | ------------ | --------------- | --------------- | ------------------ | -------------- |
| женщины      | Габи Лопес        |              |              |              |              |              |              |                 |                 |                    |                |
| женщины      | Алехандра Льянеса |              |              |              |              |              |              |                 |                 |                    |                |

### Гребля на байдарках и каноэ

#### Гребля на гладкой воде
Соревнования по гребле на байдарках и каноэ на гладкой воде проходят в лагуне Родригу-ди-Фрейташ, которая находится на территории города Рио-де-Жанейро. В каждой дисциплине соревнования проходят в три этапа: предварительный раунд, полуфинал и финал.
Мужчины
| Соревнование               | Спортсмены    | Предварительный раунд | Предварительный раунд | Предварительный раунд | Полуфинал | Полуфинал | Полуфинал | Финал | Финал | Итоговое место |
| Соревнование               | Спортсмены    | Заплыв                | Время                 | Место                 | Заплыв    | Время     | Место     | Время | Место | Итоговое место |
| -------------------------- | ------------- | --------------------- | --------------------- | --------------------- | --------- | --------- | --------- | ----- | ----- | -------------- |
| каноэ-одиночки, 200 метров | Маркос Пулидо |                       |                       |                       |           |           |           |       |       |                |

### Дзюдо
Соревнования по дзюдо проводились по системе с выбыванием. В утешительные раунды попадали спортсмены, проигравшие полуфиналистам турнира. Два спортсмена, одержавших победу в утешительном раунде, в поединке за бронзу сражались с дзюдоистами, проигравшими в полуфинале.
Женщины
| Категория   | Спортсмены       | 1/16 финала                 | 1/8 финала            | Четвертьфинал         | Полуфинал             | Финал                 | Место |
| Категория   | Спортсмены       | Соперник Результат          | Соперник Результат    | Соперник Результат    | Соперник Результат    | Соперник Результат    | Место |
| ----------- | ---------------- | --------------------------- | --------------------- | --------------------- | --------------------- | --------------------- | ----- |
| до 48 кг    | Эдна Каррильо    | TURД. Локманхеким В 100:000 | JPNА. Кондо П 000:101 | Завершила выступление | Завершила выступление | Завершила выступление | 9     |
| свыше 78 кг | Ванесса Самботти |                             |                       |                       |                       |                       |       |

### Конный спорт
Выездка
Соревнования по выездке включали в себе три теста высшего уровня сложности по системе Международной федерации конного спорта (FEI): Большой Приз (англ. Grand Prix), Переездка Большого Приза (англ. Grand Prix Special) и КЮР Большого приза (англ. Grand Prix Freestyle). Итоговая оценка в каждом из тестов рассчитывалась, как среднее арифметическое значение оценок семи судей.
| Соревнование   | Спортсмены                        | Большой Приз | Большой Приз | Переездка Большого Приза | Переездка Большого Приза | КЮР Большого Приза    | КЮР Большого Приза    |
| Соревнование   | Спортсмены                        | Результат    | Место        | Результат                | Место                    | Результат             | Место                 |
| -------------- | --------------------------------- | ------------ | ------------ | ------------------------ | ------------------------ | --------------------- | --------------------- |
| личная выездка | Бернадетте Пухальс лошадь — Rolex | 66,757       | 51           | завершила выступление    | завершила выступление    | завершила выступление | завершила выступление |

### Лёгкая атлетика
Мужчины
Беговые дисциплины
| Дисциплина        | Спортсмен          | Предварительный раунд | Предварительный раунд | Предварительный раунд | Четвертьфиналы | Четвертьфиналы | Четвертьфиналы | Полуфиналы | Полуфиналы | Полуфиналы | Финал | Финал |
| Дисциплина        | Спортсмен          | Забег                 | Время                 | Место                 | Забег          | Время          | Место          | Забег      | Время      | Место      | Время | Место |
| ----------------- | ------------------ | --------------------- | --------------------- | --------------------- | -------------- | -------------- | -------------- | ---------- | ---------- | ---------- | ----- | ----- |
| бег на 200 метров | Хосе Карлос Эррера |                       |                       |                       | не проводится  | не проводится  | не проводится  |            |            |            |       |       |

Шоссейные дисциплины
| Дисциплина              | Спортсмен           | Время | Место | Отставание |
| ----------------------- | ------------------- | ----- | ----- | ---------- |
| марафон                 | Даниэль Варгас      |       |       |            |
| марафон                 | Рикардо Рамос       |       |       |            |
| ходьба на 20 километров | Эвер Пальма         |       |       |            |
| ходьба на 20 километров | Педро Даниэль Гомес |       |       |            |
| ходьба на 20 километров | Хулио Сесар Саласар |       |       |            |
| ходьба на 50 километров | Орасио Нава         |       |       |            |
| ходьба на 50 километров | Омар Сепеда         |       |       |            |
| ходьба на 50 километров | Хосе Лейвер Охеда   |       |       |            |

Технические дисциплины
| Дисциплина      | Спортсмен         | Квалификация | Квалификация | Финал     | Финал |
| Дисциплина      | Спортсмен         | Результат    | Место        | Результат | Место |
| --------------- | ----------------- | ------------ | ------------ | --------- | ----- |
| тройной прыжок  | Альберто Альварес |              |              |           |       |
| прыжок в высоту | Эдгар Ривера      |              |              |           |       |
| метание молота  | Диего дель Реаль  |              |              |           |       |

Женщины
Беговые дисциплины
| Дисциплина           | Спортсмен       | Предварительный раунд | Предварительный раунд | Предварительный раунд | Четвертьфиналы | Четвертьфиналы | Четвертьфиналы | Полуфиналы    | Полуфиналы    | Полуфиналы    | Финал    | Финал |
| Дисциплина           | Спортсмен       | Забег                 | Время                 | Место                 | Забег          | Время          | Место          | Забег         | Время         | Место         | Время    | Место |
| -------------------- | --------------- | --------------------- | --------------------- | --------------------- | -------------- | -------------- | -------------- | ------------- | ------------- | ------------- | -------- | ----- |
| бег на 10 000 метров | Бренда Флорес   | не проводится         | не проводится         | не проводится         | не проводится  | не проводится  | не проводится  | не проводится | не проводится | не проводится |          |       |
| бег на 10 000 метров | Марисоль Ромеро | не проводится         | не проводится         | не проводится         | не проводится  | не проводится  | не проводится  | не проводится | не проводится | не проводится | 35:33,03 | 35    |

Шоссейные дисциплины
| Дисциплина              | Спортсмен              | Время | Место | Отставание |
| ----------------------- | ---------------------- | ----- | ----- | ---------- |
| марафон                 | Мадаи Перес            |       |       |            |
| марафон                 | Маргарита Эрнандес     |       |       |            |
| ходьба на 20 километров | Мария Гонсалес         |       |       |            |
| ходьба на 20 километров | Мария Гвадалупе Санчес |       |       |            |
| ходьба на 20 километров | Алехандра Ортега       |       |       |            |

 Технические дисциплины
| Дисциплина     | Спортсмен       | Квалификация | Квалификация | Финал     | Финал |
| Дисциплина     | Спортсмен       | Результат    | Место        | Результат | Место |
| -------------- | --------------- | ------------ | ------------ | --------- | ----- |
| прыжок в длину | Ивонне Тревиньо |              |              |           |       |

### Настольный теннис
Соревнования по настольному теннису проходили по системе плей-офф. Каждый матч продолжался до тех пор, пока один из теннисистов не выигрывал 4 партии. Сильнейшие 16 спортсменов начинали соревнования с третьего раунда, следующие 16 по рейтингу стартовали со второго раунда.
Мужчины
| Соревнование     | Спортсмены    | Квалификация       | Первый раунд       | Второй раунд         | Третий раунд         | 1/8 финала           | 1/4 финала           | Полуфинал            | Финал                |
| Соревнование     | Спортсмены    | Соперник Результат | Соперник Результат | Соперник Результат   | Соперник Результат   | Соперник Результат   | Соперник Результат   | Соперник Результат   | Соперник Результат   |
| ---------------- | ------------- | ------------------ | ------------------ | -------------------- | -------------------- | -------------------- | -------------------- | -------------------- | -------------------- |
| одиночный разряд | Маркос Мадрид | VANЙ. Шин В 4:0    | SVKВан Ян П 1:4    | Завершил выступление | Завершил выступление | Завершил выступление | Завершил выступление | Завершил выступление | Завершил выступление |

Женщины
| Соревнование     | Спортсмены  | Квалификация        | Первый раунд         | Второй раунд          | Третий раунд          | 1/8 финала            | 1/4 финала            | Полуфинал             | Финал                 |
| Соревнование     | Спортсмены  | Соперник Результат  | Соперник Результат   | Соперник Результат    | Соперник Результат    | Соперник Результат    | Соперник Результат    | Соперник Результат    | Соперник Результат    |
| ---------------- | ----------- | ------------------- | -------------------- | --------------------- | --------------------- | --------------------- | --------------------- | --------------------- | --------------------- |
| одиночный разряд | Ядира Силва | SYRХ. Алледжи В 4:0 | SVKБ. Балажова П 0:4 | Завершила выступление | Завершила выступление | Завершила выступление | Завершила выступление | Завершила выступление | Завершила выступление |

### Парусный спорт
Соревнования по парусному спорту в каждом из классов состояли из 10 или 12 гонок. Каждую гонку спортсмены начинали с общего старта. Победителем становился экипаж, первым пересекший финишную черту. Количество очков, идущих в общий зачёт, соответствовало занятому командой месту. 10 лучших экипажей по результатам 10 заплывов попадали в медальную гонку, результаты которой также шли в общий зачёт. В медальной гонке, очки, полученные экипажем удваивались. В случае если участник соревнований не смог завершить гонку ему начислялось количество очков, равное количеству участников плюс один. При итоговом подсчёте очков не учитывался худший результат, показанный экипажем в одной из гонок. Сборная, набравшая наименьшее количество очков, становится олимпийским чемпионом.
Мужчины
| Класс | Спортсмены  | Гонка | Гонка | Гонка | Гонка | Гонка | Гонка | Гонка | Гонка  | Гонка | Гонка | Гонка         | Гонка         | Гонка         | Очки | Место |
| Класс | Спортсмены  | 1     | 2     | 3     | 4     | 5     | 6     | 7     | 8      | 9     | 10    | 11            | 12            | M             | Очки | Место |
| ----- | ----------- | ----- | ----- | ----- | ----- | ----- | ----- | ----- | ------ | ----- | ----- | ------------- | ------------- | ------------- | ---- | ----- |
| RS:X  | Давид Мьер  |       |       |       |       |       |       |       |        |       |       | Не проводится | Не проводится |               |      |       |
| Лазер | Яник Хентри | 41    | 42    | 29    | 43    | 34    | 36    | 38    | 47 DNF | 41    | 36    | не проводится | не проводится | не участвовал | 340  | 42    |

Женщины
| Класс | Спортсмены  | Гонка | Гонка | Гонка | Гонка | Гонка | Гонка | Гонка | Гонка | Гонка | Гонка | Гонка         | Гонка         | Гонка | Очки | Место |
| Класс | Спортсмены  | 1     | 2     | 3     | 4     | 5     | 6     | 7     | 8     | 9     | 10    | 11            | 12            | M     | Очки | Место |
| ----- | ----------- | ----- | ----- | ----- | ----- | ----- | ----- | ----- | ----- | ----- | ----- | ------------- | ------------- | ----- | ---- | ----- |
| RS:X  | Демита Вега |       |       |       |       |       |       |       |       |       |       | Не проводится | Не проводится |       |      |       |

### Современное пятиборье
Современное пятиборье включает в себя: стрельбу, плавание, фехтование, верховую езду и бег. Как и на предыдущих Играх бег и стрельба были объединены в один вид — комбайн. В комбайне спортсмены стартовали с гандикапом, набранным за предыдущие три дисциплины (4 очка = 1 секунда). Олимпийским чемпионом становится спортсмен, который пересекает финишную линию первым.
Мужчины
| Соревнование      | Спортсмены       | Фехтование | Фехтование | Фехтование | Плавание | Плавание | Плавание | Верховая езда | Верховая езда | Верховая езда | Комбайн | Комбайн | Комбайн | Всего     | Всего |
| Соревнование      | Спортсмены       | Побед      | Очки       | Место      | Время    | Очки     | Место    | Штраф         | Очки          | Место         | Время   | Очки    | Место   | Результат | Место |
| ----------------- | ---------------- | ---------- | ---------- | ---------- | -------- | -------- | -------- | ------------- | ------------- | ------------- | ------- | ------- | ------- | --------- | ----- |
| личное первенство | Исмаэль Эрнандес |            |            |            |          |          |          |               |               |               |         |         |         |           |       |

Женщины
| Соревнование      | Спортсмены  | Фехтование | Фехтование | Фехтование | Плавание | Плавание | Плавание | Верховая езда | Верховая езда | Верховая езда | Комбайн | Комбайн | Комбайн | Всего     | Всего |
| Соревнование      | Спортсмены  | Побед      | Очки       | Место      | Время    | Очки     | Место    | Штраф         | Очки          | Место         | Время   | Очки    | Место   | Результат | Место |
| ----------------- | ----------- | ---------- | ---------- | ---------- | -------- | -------- | -------- | ------------- | ------------- | ------------- | ------- | ------- | ------- | --------- | ----- |
| личное первенство | Тамара Вега |            |            |            |          |          |          |               |               |               |         |         |         |           |       |

### Стрельба
В январе 2013 года международная федерация спортивной стрельбы приняла новые правила проведения соревнований на 2013—2016 года, которые, в частности, изменили порядок проведения финалов. Во многих дисциплинах спортсмены, прошедшие в финал, теперь начинают решающий раунд без очков, набранных в квалификации, а финал проходит по системе с выбыванием. Также в финалах после каждого раунда стрельбы из дальнейшей борьбы выбывает спортсмен с наименьшим количеством баллов. В скоростном пистолете решающие поединки проходят по системе попал-промах. В стендовой стрельбе добавился полуфинальный раунд, где определяются по два участника финального матча и поединка за третье место..
Женщины
| Соревнование                       | Спортсмены       | Квалификация | Квалификация | Полуфинал     | Полуфинал     | Финал                 | Финал                 |
| Соревнование                       | Спортсмены       | Результат    | Место        | Результат     | Место         | Соперник/ Результат   | Место                 |
| ---------------------------------- | ---------------- | ------------ | ------------ | ------------- | ------------- | --------------------- | --------------------- |
| пневматическая винтовка, 10 метров | Горетти Сумая    | 413,9        | 24           | Не проводится | Не проводится | Завершила выступление | Завершила выступление |
| пневматический пистолет, 10 метров | Алехандра Савала | 387          | 4 Q          | Не проводится | Не проводится | 157,1                 | 4                     |

### Стрельба из лука
В квалификации соревнований лучники выполняют 12 серий выстрелов по 6 стрел с расстояния 70-ти метров. По итогам предварительного раунда составляется сетка плей-офф, где в 1/32 финала 1-й номер посева встречается с 64-м, 2-й с 63-м и.т.д. В поединках на выбывание спортсмены выполняют по три выстрела. Участник, набравший за эту серию больше очков получает 2 очка. Если же оба лучника набрали одинаковое количество баллов, то они получают по одному очку. Победителем пары становится лучник, первым набравший 6 очков.
Мужчины
| Соревнование              | Спортсмены      | Квалификация | Квалификация | 1/32 финала              | 1/16 финала          | 1/8 финала           | Четвертьфинал        | Полуфинал            | Финал                | Место |
| Соревнование              | Спортсмены      | Результат    | Место        | Соперник Результат       | Соперник Результат   | Соперник Результат   | Соперник Результат   | Соперник Результат   | Соперник Результат   | Место |
| ------------------------- | --------------- | ------------ | ------------ | ------------------------ | -------------------- | -------------------- | -------------------- | -------------------- | -------------------- | ----- |
| индивидуальное первенство | Эрнесто Бордман | 662          | 28           | CUBА. Пуэнтес (37) П 4:6 | завершил выступление | завершил выступление | завершил выступление | завершил выступление | завершил выступление | 33    |

Женщины
| Соревнование              | Спортсмены                                    | Квалификация | Квалификация | 1/32 финала                 | 1/16 финала                | 1/8 финала            | Четвертьфинал         | Полуфинал             | Финал                 | Место |
| Соревнование              | Спортсмены                                    | Результат    | Место        | Соперник Результат          | Соперник Результат         | Соперник Результат    | Соперник Результат    | Соперник Результат    | Соперник Результат    | Место |
| ------------------------- | --------------------------------------------- | ------------ | ------------ | --------------------------- | -------------------------- | --------------------- | --------------------- | --------------------- | --------------------- | ----- |
| индивидуальное первенство | Алехандра Валенсия                            | 651          | 8            | GEOЮ. Лобжанидзе (57) В 6:4 | TURЯ. Анагёз (25) В 610:59 | INDБ. Деви В 6:2      | KORЧхве Ми Сун В 6:0  | GERЛ. Унрух П 2:6     | KORКи Бо Бэ П 4:6     | 4     |
| индивидуальное первенство | Габриэла Баярдо                               | 648          | 12           | BANШ. Рэй (53) В 6:0        | GERЛ. Унрух (21) П 4:6     | завершила выступление | завершила выступление | завершила выступление | завершила выступление | 17    |
| индивидуальное первенство | Аида Роман                                    | 623          | 38           | MDAА. Мырка (27) П 4:6      | завершила выступление      | 33                    |                       |                       |                       |       |
| командное первенство      | Габриэла Баярдо Алехандра Валенсия Аида Роман | 1922         | 5            | Не проводится               | Не проводится              | Грузия · В 6:0        | Тайвань · П 4:5       | завершили выступление | завершили выступление | 5     |

### Теннис
Соревнования пройдут на кортах олимпийского теннисного центра. Теннисные матчи будут проходить на кортах с твёрдым покрытием DecoTurf, на которых также проходит и Открытый чемпионат США.
Мужчины
| Соревнование  | Спортсмены                                   | 1/32 финала        | 1/16 финала                          | 1/8 финала                              | Четвертьфинал         | Полуфинал             | Финал                 | Место                 |
| Соревнование  | Спортсмены                                   | Соперник Результат | Соперник Результат                   | Соперник Результат                      | Соперник Результат    | Соперник Результат    | Соперник Результат    | Место                 |
| ------------- | -------------------------------------------- | ------------------ | ------------------------------------ | --------------------------------------- | --------------------- | --------------------- | --------------------- | --------------------- |
| парный разряд | Сантьяго Гонсалес Мигель Анхель Рейес-Варела | не проводится      | GBRК. Флеминг / Д. Инглот В 6:3, 6:0 | ROUФ. Мерджа / Х. Текэу (5) П 3:6, 69:7 | завершили выступление | завершили выступление | завершили выступление | завершили выступление |

### Триатлон
Соревнования по триатлону пройдут на территории форта Копакабана. Дистанция состоит из 3-х этапов — плавание (1,5 км), велоспорт (43 км), бег (10 км).
Мужчины
| Соревнование              | Спортсмены        | Плавание | Смена | Велоспорт | Смена | Бег | Итоговое время | Место | Отставание |
| ------------------------- | ----------------- | -------- | ----- | --------- | ----- | --- | -------------- | ----- | ---------- |
| индивидуальное первенство | Крисанто Грахалес |          |       |           |       |     |                |       |            |
| индивидуальное первенство | Ирвинг Перес      |          |       |           |       |     |                |       |            |
| индивидуальное первенство | Родриго Гонсалес  |          |       |           |       |     |                |       |            |

Женщины
| Соревнование              | Спортсмены    | Плавание | Смена | Велоспорт | Смена | Бег | Итоговое время | Место | Отставание |
| ------------------------- | ------------- | -------- | ----- | --------- | ----- | --- | -------------- | ----- | ---------- |
| индивидуальное первенство | Сесилия Перес |          |       |           |       |     |                |       |            |
| индивидуальное первенство | Клаудия Ривас |          |       |           |       |     |                |       |            |

### Тхэквондо
Соревнования по тхэквондо проходят по системе с выбыванием. Для победы в турнире спортсмену необходимо одержать 4 победы. Тхэквондисты, проигравшие по ходу соревнований будущим финалистам, принимают участие в утешительном турнире за две бронзовые медали.
Мужчины
| Категория | Спортсмены      | Первый раунд       | Четвертьфинал      | Полуфинал          | Финал              | Место |
| Категория | Спортсмены      | Соперник Результат | Соперник Результат | Соперник Результат | Соперник Результат | Место |
| --------- | --------------- | ------------------ | ------------------ | ------------------ | ------------------ | ----- |
| до 58 кг  | Карлос Наварро  |                    |                    |                    |                    |       |
| до 68 кг  | Сауль Гутьеррес |                    |                    |                    |                    |       |

Женщины
| Категория   | Спортсмены      | Первый раунд       | Четвертьфинал      | Полуфинал          | Финал              | Место |
| Категория   | Спортсмены      | Соперник Результат | Соперник Результат | Соперник Результат | Соперник Результат | Место |
| ----------- | --------------- | ------------------ | ------------------ | ------------------ | ------------------ | ----- |
| до 49 кг    | Ицель Маньяррес |                    |                    |                    |                    |       |
| свыше 67 кг | Мария Эспиноса  |                    |                    |                    |                    |       |

### Тяжёлая атлетика
Каждый НОК самостоятельно выбирал категорию в которой выступит её тяжелоатлет. В рамках соревнований проводились два упражнения — рывок и толчок. В каждом из упражнений спортсмену давалось 3 попытки. Победитель определялся по сумме двух упражнений. При равенстве результатов победа присуждалась спортсмену, с меньшим собственным весом.
По результатам двух последних чемпионатов мира сборная Мексики в сводной квалификационной таблице показала 38-й результат у мужчин и 15-й у женщин, что позволило получить 3 олимпийских лицензий в женской части соревнований. Единственную «мужскую» путёвку мексиканцы завоевали по итогам Панамериканского чемпионата 2016 года.
6 июля 2016 года было объявлено, что первой из мексиканских тяжелоатлеток, получившей место в составе сборной для участия в Олимпийских играх стала серебряный призёр последнего Панамериканского чемпионата Эва Гуррола.
Мужчины
| Категория | Спортсмены  | Вес   | Рывок | Рывок | Рывок | Толчок | Толчок | Толчок | Всего | Место |
| Категория | Спортсмены  | Вес   | 1     | 2     | 3     | 1      | 2      | 3      | Всего | Место |
| --------- | ----------- | ----- | ----- | ----- | ----- | ------ | ------ | ------ | ----- | ----- |
| до 69 кг  | Бредни Роке | 68,63 | 145   | 145   | 145   | 181    | 187    | 187    | 326   | 4     |

Женщины
Среди женщин наилучший результат показала Эва Гуррола, выступавшая в категории до 63 кг. После рывка Гуррола шла шестой, отставая от занимающей третье место Чхве Хё Сим всего на 5 кг. В толчке мексиканка взяла вес 120 кг, но этого хватило лишь для попадания в пятёрку сильнейших.
| Категория | Спортсмены        | Вес   | Рывок | Рывок | Рывок | Толчок | Толчок | Толчок | Всего | Место |
| Категория | Спортсмены        | Вес   | 1     | 2     | 3     | 1      | 2      | 3      | Всего | Место |
| --------- | ----------------- | ----- | ----- | ----- | ----- | ------ | ------ | ------ | ----- | ----- |
| до 58 кг  | Патрисия Домингес | 57,47 | 91    | 94    | 96    | 115    | 118    | 119    | 211   | 8     |
| до 63 кг  | Эва Гуррола       | 62,60 | 97    | 100   | 100   | 120    | 125    | 125    | 220   | 5     |
| до 75 кг  | Алехандра Гарса   |       |       |       |       |        |        |        |       |       |

### Фехтование
В индивидуальных соревнованиях спортсмены сражаются три раунда по три минуты, либо до того момента, как один из спортсменов нанесёт 15 уколов. В командных соревнованиях поединок идёт 9 раундов по 3 минуты каждый, либо до 45 уколов. Если по окончании времени в поединке зафиксирован ничейный результат, то назначается дополнительная минута до «золотого» укола.
Мужчины
| Соревнование          | Спортсмены         | 1/32 финала        | 1/16 финала              | 1/8 финала           | Четвертьфинал        | Полуфинал            | Финал                | Место |
| Соревнование          | Спортсмены         | Соперник Результат | Соперник Результат       | Соперник Результат   | Соперник Результат   | Соперник Результат   | Соперник Результат   | Место |
| --------------------- | ------------------ | ------------------ | ------------------------ | -------------------- | -------------------- | -------------------- | -------------------- | ----- |
| индивидуальная рапира | Даниэль Гомес (26) | не участвовал      | ITAД. Авола (7) П 5:15   | завершил выступление | завершил выступление | завершил выступление | завершил выступление | 27    |
| индивидуальная сабля  | Хулиан Айала (29)  | не проводится      | HUNА. Силадьи (4) П 9:15 | завершил выступление | завершил выступление | завершил выступление | завершил выступление | 30    |

Женщины
| Соревнование          | Спортсмен                                                  | 1/32 финала                 | 1/16 финала              | 1/8 финала            | Четвертьфинал         | Полуфинал             | Финал                 | Место |
| Соревнование          | Спортсмен                                                  | Соперник Результат          | Соперник Результат       | Соперник Результат    | Соперник Результат    | Соперник Результат    | Соперник Результат    | Место |
| --------------------- | ---------------------------------------------------------- | --------------------------- | ------------------------ | --------------------- | --------------------- | --------------------- | --------------------- | ----- |
| индивидуальная шпага  | Алехандра Теран (35)                                       | JPNН. Сато (30) П 12:15     | завершила выступление    | завершила выступление | завершила выступление | завершила выступление | завершила выступление | 36    |
| индивидуальная рапира | Натали Мичел (26)                                          | не проводится               | USAН. Прескод (7) П 9:15 | завершила выступление | завершила выступление | завершила выступление | завершила выступление | 26    |
| индивидуальная сабля  | Таня Аррайялес (27)                                        | не участвовала              | RUSЯ. Егорян (6) П 7:15  | завершила выступление | завершила выступление | завершила выступление | завершила выступление | 28    |
| индивидуальная сабля  | Урсула Гонсалес (31)                                       | MEXХ. Толедо (34) В 15:11   | UKRО. Харлан (2) П 8:15  | завершила выступление | завершила выступление | завершила выступление | завершила выступление | 31    |
| индивидуальная сабля  | Хульета Толедо (34)                                        | MEXУ. Гонсалес (31) П 11:15 | завершила выступление    | завершила выступление | завершила выступление | завершила выступление | завершила выступление | 34    |
| командная сабля       | Таня Аррайялес Урсула Гонсалес Паола Плиего Хульета Толедо | не проводится               | не проводится            | не проводится         | Россия · П 31:45      | Польша · П 23:45      | Франция · В 45:38     | 7     |

### Футбол

#### Мужчины
Олимпийская сборная Мексики квалифицировалась на Игры, завоевав золотые медали молодёжной олимпийской квалификации КОНКАКАФ. В мужском олимпийском турнире примут участие сборные, составленные из игроков не старше 23 лет (родившиеся после 1 января 1993 года). Также в заявку могут войти не более 3-х футболистов старше этого возраста.
Состав
| №              | Имя                 | Клуб            | Дата рождения    | Возраст | Игр     | Голов   |
| Вратари        | Вратари             | Вратари         | Вратари          | Вратари | Вратари | Вратари |
| -------------- | ------------------- | --------------- | ---------------- | ------- | ------- | ------- |
| 1              | Альфредо Талавера*  | Толука          | 18 сентября 1982 | 33      | 3       | -4      |
| 12             | Гибран Лахуд        | Тихуана         | 25 декабря 1993  | 22      | 0       | 0       |
| Защитники      |                     |                 |                  |         |         |         |
| 2              | Хосе Абелья         | Сантос Лагуна   | 10 февраля 1994  | 22      | 2       | 0       |
| 3              | Хордан Сильва       | Толука          | 30 июля 1994     | 21      | 0       | 0       |
| 4              | Сесар Монтес        | Монтеррей       | 27 февраля 1997  | 19      | 3       | 0       |
| 6              | Хорхе Торрес Нило*  | УАНЛ Тигрес     | 16 января 1988   | 28      | 3       | 0       |
| 7              | Родольфо Писарро    | Пачука          | 15 февраля 1994  | 22      | 2       | 1       |
| 10             | Виктор Гусман       | Пачука          | 3 февраля 1995   | 21      | 1       | 0       |
| 13             | Карлос Сальседо     | Гвадалахара     | 29 сентября 1993 | 22      | 3       | 1       |
| 14             | Эрик Агирре         | Пачука          | 23 февраля 1997  | 19      | 2       | 0       |
| Полузащитники  |                     |                 |                  |         |         |         |
| 5              | Майкл Перес         | Гвадалахара     | 14 февраля 1993  | 23      | 3       | 0       |
| 15             | Эрик Гутьеррес      | Пачука          | 17 июня 1995     | 21      | 3       | 4       |
| 17             | Альфонсо Гонсалес   | Монтеррей       | 5 сентября 1994  | 21      | 2       | 0       |
| 20             | Рауль Лопес         | Пачука          | 23 февраля 1993  | 23      | 1       | 0       |
| Нападающие     |                     |                 |                  |         |         |         |
| 8              | Ирвинг Лосано       | Пачука          | 30 июля 1995     | 20      | 3       | 0       |
| 9              | Орибе Перальта* (к) | Америка         | 12 января 1984   | 32      | 2       | 1       |
| 11             | Марко Буэно         | Гвадалахара     | 31 марта 1994    | 23      | 3       | 0       |
| 16             | Карлос Сиснерос     | Гвадалахара     | 30 августа 1993  | 22      | 3       | 0       |
| 18             | Эрик Торрес         | Динамо Хьюстон  | 19 января 1993   | 22      | 2       | 0       |
| 21             | Карлос Фьерро       | Керетаро        | 24 июля 1994     | 22      | 1       | 0       |
| Главный тренер |                     |                 |                  |         |         |         |
| Флаг Мексики   | Рауль Гутьеррес     | Рауль Гутьеррес | 16 октября 1966  | 49      |         |         |

Результаты
Групповой этап (Группа C)
| М | Команда          | И | В | Н | П | Мячи   | ±   | О |
| - | ---------------- | - | - | - | - | ------ | --- | - |
| 1 | Республика Корея | 3 | 2 | 1 | 0 | 12 − 3 | +9  | 7 |
| 2 | Германия         | 3 | 1 | 2 | 0 | 15 − 5 | +10 | 5 |
| 3 | Мексика          | 3 | 1 | 1 | 1 | 7 − 4  | +3  | 4 |
| 4 | Фиджи            | 3 | 0 | 0 | 3 | 1 − 23 | −22 | 0 |

| 4 августа 2016 20:00 UTC-3 | \| Мексика \| 2:2 (0:0) Отчёт \| Германия \| \| Перальта 52′ · Писарро 62′ \| Голы \| Гнабри 58′ · Гинтер 78′ \| | Стадион: Фонте-Нова, Салвадор Зрителей: 16 500 Судья: Алиреза Фагани |
| Мексика                    | 2:2 (0:0) Отчёт                                                                                                  | Германия                                                             |
| Перальта 52′ · Писарро 62′ | Голы | Гнабри 58′ · Гинтер 78′                                              |

| 7 августа 2016 13:00 UTC-3 | \| Фиджи \| 1:5 (1:0) Отчёт \| Мексика \| \| Кришна 11′ \| Голы \| Э. Гутьеррес 48′, 56′, 58′, 73′ · Сальседо 67′ \| | Стадион: Фонте-Нова, Салвадор Зрителей: 11 200 Судья: Гехад Гриша |
| Фиджи                      | 1:5 (1:0) Отчёт | Мексика                                                           |
| Кришна 11′                 | Голы | Э. Гутьеррес 48′, 56′, 58′, 73′ · Сальседо 67′                    |

| 10 августа 2016 16:00 UTC-3 | \| Республика Корея \| 1:0 (0:0) Отчёт \| Мексика \| \| Квон Чхан Хун 77′ \| Голы \| \| | Стадион: Национальный стадион, Бразилиа Зрителей: 19 332 Судья: Клеман Тюрпен |
| Республика Корея            | 1:0 (0:0) Отчёт                                                                         | Мексика                                                                       |
| Квон Чхан Хун 77′           | Голы                                                                                    |                                                                               |

Итог: по результатам соревнований олимпийская сборная Мексики по футболу заняла 9-е место.